# 업사이드 다운 (2012년 영화)
《업사이드 다운》(영어: Upside Down, 퀘백 제목은 프랑스어: Un monde à l'envers)은 2012년 제작된 프랑스와 캐나다의 로맨틱 SF 영화이다. 영화 속 세계는 정반대의 중력이 존재하는 두 행성이 위아래가 거꾸로 상반되어 존재한다는 설정을 지녔다.
대한민국에서는 ㈜나이너스엔터테인먼트에서 수입하여 2012학년도 대학수학능력시험일에 맞추어 2012년 11월 8일에 극장 개봉하였다.

## 줄거리
영화 속 세상에서는 두 개의 행성이 마주보고 태양 주변을 공전하며, 이 때문에 두 개의 중력이 존재한다. 중력간 경계를 넘어가는 일은 엄격히 금지되고 있다.
애덤과 이든은 두 세계의 중력장이 맞닿은 곳에 위치한 금지된 숲에서 만나 사랑에 빠지지만 국경 수사대에 의해 헤어지게 된다.
어느 날 애덤은 텔레비전을 보던 중 이든이 살아있다는 사실을 알게 된다. 애덤은 중력을 거스를 수 있는 물질을 개발해 이든을 만나러 가는데, 이든과 만난 순간 국경 수사대가 들이닥친다.

## 출연진
- 짐 스터지스 - 애덤 역
- 커스틴 던스트 - 이든 역
- 티머시 스폴 - 밥 역

## 기타 제작진
- 미술: 앨릭스 맥다월
- 총괄 미술 감독: 이자벨 기
- 미술 감독: 장피에르 파케
- 세트 장식: 폴 호트

## 시청 등급
- 대한민국: 12세 이상 관람가

## 기타 정보
대한민국 수입 정보
- 개봉일: 2012년 11월 8일
- 상영시간: 108분
- 관람등급: 12세 이상 관람가
- 수입: ㈜나이너스엔터테인먼트
- 배급: 롯데쇼핑㈜ (롯데엔터테인먼트 명의)
- 공동 제공: 케이티하이텔㈜ (KTH 명의)
- 홍보/마케팅: 영화사 하늘
- 온라인 마케팅: 아트서비스
- 저작권 보호 대행: 종합법률사무소 청연

## 같이 보기
- 거꾸로 된 파테마